# Вапнярский концентрационный лагерь
Вапнярский концентрационный лагерь — румынский концлагерь, существовавший с октября 1941 года по октябрь 1943 года в поселке Вапнярка Винницкой области.

## История
Вскоре после того, как Румыния под руководством Йона Антонеску вступила в войну на стороне Стран «оси» и приняла участие во вторжении на Советский Союз, её управление распространилось над Днестром и районами, входившими в состав УССР. К тому времени 700 местных еврейских жителей сбежали или были убиты немецкими или румынскими войсками. В октябре 1941 года румыны организовали концентрационный лагерь в посёлке Вапнярка Винницкой области. В том же месяце в него привезли тысячу евреев, преимущественно из Одессы. Около 200 погибло от эпидемии тифа; остальные были выведены из лагеря двумя партиями, под охраной солдат румынской жандармерии, и были расстреляны.
В 1942 году в Вапнярку доставили 150 евреев из Буковины. 16 сентября того же года в лагерь привезли 1046 румынских евреев. Около половины были изгнаны из своих домов по подозрению в сотрудничестве с коммунистами, а 554 человека были заключены без какого-либо конкретного обвинения против них. Это была последняя партия, прибывшая в лагерь, статус которого впоследствии был изменён на концлагерь для политических заключенных, находящийся под непосредственным контролем министра внутренних дел Румынии Думитру Попеску. На практике Вапнярка была концлагерем для еврейских заключённых, поскольку там не содержалось других политических подозреваемых. Из 1179 евреев в лагере 107 были женщинами, которые размещались в двух домах, окружённых тройным рядом изгородей из колючей проволоки.
Среди еврейских заключённых было 130 членов Коммунистической партии Румынии, 200 социал-демократов, а также троцкисты и сионисты. Большинство заключённых, однако, были арестованы на чисто произвольных основаниях. Заключённые создали лагерный комитет для выживания, несмотря на голодовку, болезни, каторжный труд, физические и психические пытки. Помимо официального комитета, в лагере было также подпольное руководство, убеждающее заключённых добровольно соблюдать дисциплину.
Комендантом лагеря до сентября 1942 года был Йон Мургеску, отец Костина Мургеску, обладавший «сильными пронацистскими симпатиями». Он ввёл строгие ограничения на поставку воды. Поддерживая лагерь в строжайшей чистоте, заключённые смогли преодолеть эпидемию тифа, но они страдали от низкого качества пищи, включавшей чину посевную, разновидность гороха, который обычно использовали для кормления скота, и ячменный хлеб, который имел в составе 20% соломы. Команда врачей среди заключённых, во главе с доктором Артуром Кесслером из Черновцов, пришли к выводу, что заболевание имеет все симптомы латиризма, спастического паралича, вызванного оксалилдиаминопропионовой кислотой, присутствующей в кормовом горохе. К январю 1943 года сотни заключённых страдали от латиризма. Заключённые объявили голодовку и потребовали медицинской помощи. Как результат, власти позволили Комитету по помощи евреям в Бухаресте поставлять им лекарства, а родственникам заключённых разрешалось посылать им посылки. Только в конце января пленных перестали кормить кормом для скота, повлёкшим болезнь, но 117 евреев были парализованы на всю жизнь.
В марте 1943 года было установлено, что 427 евреев заключены в лагерь без всякой причины. Их переместили  в различные гетто Приднестровья, затем отправлены обратно в Румынию и освобождены только в декабре 1943 — январе 1944 гг. В октябре 1943 года, когда Красная Армия приближалась к региону, было принято решение о ликвидации лагеря. 80 евреев были отправлены в гетто в Приднестровье, 54 коммуниста были доставлены в тюрьму в Рыбнице, где 19 марта 1944 года в камерах их убили эсэсовцы. Третья группа, в состав которой входило большинство заключённых (565 человек), была переведена в Румынию в марте 1944 года и заключена в лагерь для политзаключённых в Тыргу-Жиу, вплоть до падения правительства Антонеску в августе.
Многие бывшие заключённые в Вапнярке были назначены на высшие должности в коммунистической Румынии, в том числе Симион Бугич (ставший министром иностранных дел).